# Список умерших в 950 году

## Июль
- 14 июля — Саййид Али Акбар, лидер сеидов, имамзаде.

## Октябрь
- 15 октября — Суньер I, граф Барселоны, Жероны и Осоны (911—947).

## Ноябрь
- 22 ноября — Лотарь II, король Италии (945—950)[1].

## Дата смерти неизвестна или требует уточнения
- Бернар, граф Перигора с ок. 918 года, граф Ангулема с ок. 945 года[2].
- Гуго II де Лузиньян, сеньор де Лузиньян.
- Исаак Исраэли, египетский и еврейский врач, философ-неоплатоник и комментатор Писания[3].
- Аль-Кахир Биллах, багдадский халиф (932—934) из династии Аббасидов.
- Роберт, виконт Отёна и Дижона (с 936).
- Аль-Фараби, философ, математик, теоретик музыки, учёный[4].
- Хивел ап Каделл, правитель большей части Уэльса, изначально властитель Дехейбарта (Диведа), королевства на юго-западе страны[5].